# Ясткув (гмина)
Ясткув (пол. Jastków) — сельская гмина (волость) в Польше, входит как административная единица в Люблинский повет, Люблинское воеводство. Население — 11 999 человек (на 2004 год).

## Сельские округа
1. Барак
2. Домбровица
3. Дембувка
4. Ясткув
5. Юзефув
6. Лугув
7. Марысин
8. Милоцин
9. Мошенки
10. Мошна
11. Мошна-Колёня
12. Наталин
13. Ожарув
14. Паненьщызна
15. Плоушовице
16. Плоушовице-Колёня
17. Пётравин
18. Сеправице
19. Слугоцин
20. Смуги
21. Сеправки
22. Снопкув
23. Томашовице
24. Томашовице-Колёня
25. Высоке

## Соседние гмины
1. Гмина Гарбув
2. Гмина Конопница
3. Люблин
4. Гмина Наленчув
5. Гмина Немце
6. Гмина Войцехув